# Hans-Peter Schick
Hans-Peter Schick (* 11. April 1961 in Mechernich) ist ein deutscher Politiker (CDU). Er ist seit dem 1. Oktober 1999 Bürgermeister von Mechernich und damit einer von fünf Bürgermeistern in Nordrhein-Westfalen, die seit der Urwahl 1999 ununterbrochen im Amt sind.

## Biografie
Schick wuchs in Mechernich auf und besuchte die Katholische Grundschule am Bleiberg in Lückerath. Er studierte Agrarwissenschaften und promovierte in Ökologie. Bereits Schicks Vater war kommunalpolitisch aktiv und saß im Euskirchener Kreistag.
Zur Bürgermeisterwahl 1999 trat Schick für die CDU an. Er erhielt damals 43,4 % der Stimmen im ersten Wahlgang und wurde nach einer Stichwahl gegen den SPD-Kandidaten gewählt. Er trat das Amt zum 1. Oktober 1999 an und wurde bei der Kommunalwahl 2004 mit 59,27 % wiedergewählt. Bei der Kommunalwahl 2009 wurde er mit 63,48 %, bei der Kommunalwahl 2014 sogar mit 71,36 % und bei der Kommunalwahl 2020 mit 58,33 % der Stimmen jeweils immer im ersten Wahlgang wiedergewählt. Zur Kommunalwahl 2025 kündigte er an, nicht erneut kandidieren zu wollen.
Zu seinem 25-jährigen Dienstjubiläum und der damit verbundenen ununterbrochenen Amtszeit seit 1999 wurde er 2024 vom Städte- und Gemeindebund Nordrhein-Westfalen in Moers geehrt.